# К'єті (провінція)
Провінція К'єті (італ. Provincia di Chieti) — провінція в Італії, у регіоні Абруццо. 
Площа провінції — 2 588,35 км², населення — 397 563 осіб.
Столицею провінції є місто К'єті.

## Географія

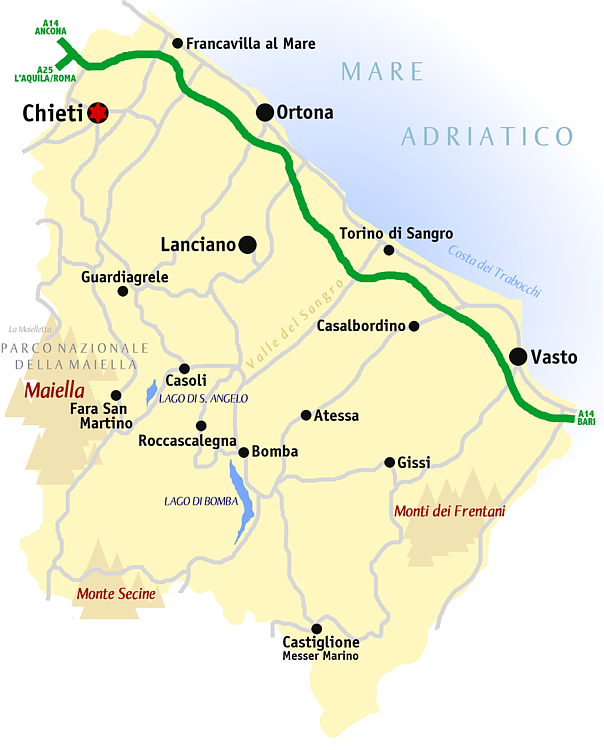
Мапа провінції

Межує з провінцією Кампобассо на південному сході, областю Молізе (провінція Ізернія) на півдні і провінціями Пескара і Л'Аквіла на заході.